# Ernesto Marenghi
Ernesto Marenghi (Gropparello, 14 maggio 1874 – Milano, 10 novembre 1925) è stato un agronomo italiano.
Fu delegato tecnico per l'inchiesta parlamentare sulle condizioni dei contadini nelle province meridionali.

## Vita
Fu allievo dell'Istituto Tecnico di Piacenza e frequentò la Scuola Superiore di Agricoltura di Milano dove si laureò nel 1899. Fin dall'inizio fu un attento osservatore delle pratiche delle colture e della realtà agraria padana.
Fu redattore capo de "L'Italia Agricola" dal 1900 al 1906. Nel 1907 venne nominato delegato tecnico per l'inchiesta parlamentare sulle condizioni dei contadini delle province meridionali fino al 31 ottobre 1908.
A gennaio dello stesso anno fu chiamato alla cattedra di Economia Rurale, Estimo e Contabilità  Agraria presso l'Istituto Superiore Agrario di Perugia.
Nel 1916 vinse il concorso per l'insegnamento presso la Scuola Superiore di Agricoltura di Milano dove insegnò fino alla morte avvenuta il 10 novembre 1925. Nel 1922 scrisse il volume delle "Lezioni di Contabilità Agraria" che costituisce uno dei primi significativi apporti italiani in questo settore economico.

## Studi
- La contabilità nelle aziende agrarie.
- Appunti critici sui conti culturali.
- Saggio sui valori dei conti analitici .
- Organizzazione e importanza degli uffici di contabilità per lo studio dell'economia delle aziende agrarie.
- Gli uffici di contabilità agraria nei diversi paesi.
- Ordinamenti contabili amministrativi nelle aziende agrarie della Bassa Lombardia.
- Lezioni di contabilità agraria; 1922.
- Lezioni di estimo; 1925